# Paul Shaffer
Paul Allen Wood Shaffer (Fort William, hoy perteneciente a Thunder Bay, Ontario, Canadá; 28 de noviembre de 1949) es un músico, actor, actor de voz, autor, comediante y compositor estadounidense-canadiense, quien fue el director musical, líder de las bandas y sidekick de los programas de David Letterman (Late Night y Late Show) desde 1982 y hasta el retiro de Letterman de la televisión en 2015.

## Primeros años
Shaffer nació y creció en Fort William (ahora parte de Thunder Bay), Ontario, Canadá, hijo de Shirley y Bernard Shaffer, este último abogado. Shaffer fue criado en una familia judía. Desde niño Shaffer tuvo lecciones de piano y desde su juventud pasó de tocar piano a tocar órgano en una banda llamada Fabulous Fugitives, con sus compañeros de clase en Thunder Bay. Más tarde participó con la "Flash Landing Band" en diferentes locales de Edmonton y el interior de Columbia Británica. Fue educado en la University of Toronto y comenzó a tocar junto al guitarrista de jazz Tisziji Muñoz, realizando presentaciones en bandas, donde encontró el interés en la música y completó sus estudios con un grado B.A. en sociología en 1971.[cita requerida]

## Carrera musical
Shaffer comenzó su carrera musical en 1972, cuando Stephen Schwartz lo invitó a ser el director musical de la producción de Toronto Godspell, con Victor Garber, Gilda Radner, Martin Short, Eugene Levy, Dave Thomas y Andrea Martin. Tocó el piano para el show de Broadway The Magic Show en 1974, cuando fue miembro de la banda del programa de la NBC Saturday Night Live, entre 1975 y 1980 (excepto una pequeña salida en 1977). Aunque Shaffer estaba en el piano y parecía estar dirigiendo las acciones de la banda, Howard Shore aparecía como director musical de Saturday Night Live. Shaffer también se presentó regularmente en sketches del programa, especialmente como pianista para Bill Murray, cuando éste aparecía como Nick the Lounge Singer, y también participó con Don Kirshner.
Shaffer ocasionalmente trabajó fuera del programa de SNL, incluyendo un trabajo en Broadway con Gilda Radner y como director musical para John Belushi y Dan Aykroyd, cuando se presentaron como The Blues Brothers. Shaffer iba a aparecer en la película de 1980, pero se reveló, en una entrevista realizada en octubre del 2009 en CBS Sunday Morning, que Belushi lo sacó del proyecto. En un desagradable comunicado a sus colegas de SNL, Belushi no estaba contento de que Shaffer gastase tiempo en el disco de estudio para Radner. Belushi dijo que trató de hablar con Shaffer, para que tratase de evitar más de un trabajo con sus otros compañeros de SNL. Shaffer dijo más tarde que él estaba en un “amor no correspondido” con Gilda Radner. Él conseguiría participar en la película de 1998 Blues Brothers 2000.
Desde 1982, Shaffer ha fungido como director musical en los programas nocturnos de entrevistas de David Letterman, como líder de The World's Most Dangerous Band, para Late Night with David Letterman (1982-1993), en la NBC, por lo cual él compuso el tema principal del programa. Debido a la salida de Letterman de NBC, se fue con él a la CBS, para ser líder de la CBS Orchestra, para el programa Late Show with David Letterman (desde 1993 hasta 2015), en la CBS. Letterman constantemente bromeaba con su cambio a CBS, porque en NBC “despidieron a Paul por robar lápices” u otra razón graciosa. Shaffer también fue animador invitado cuando Letterman estaba indispuesto para realizar el programa, por ejemplo en enero del 2000, cuando David Letterman se sometió a una quíntuple cirugía de bypass de corazón y también durante el nacimiento del hijo de Letterman en noviembre de 2003.
Shaffer ha trabajado como director musical y productor para la ceremonia de inducción del Rock and Roll Hall of Fame de 1986 y en el mismo rol para la ceremonia de clausura de los Juegos Olímpicos de Atlanta 1996. Shaffer también fue director musical para Fast Domino and Friends, un especial de Cinemax que incluyó a Ray Charles, Jerry Lee Lewis y Ron Wood.
Shaffer ha lanzado dos álbumes como solista. En 1989, logró una nominación al Grammy con Coast to Coast, y en 1993 lanzó The World's Most Dangerous Party, producido por el icono del rock Todd Rundgren. También grabó con artistas de gran nivel, como Donald Fagen, Ronnie Wood, Grand Funk Railroad, Diana Ross, B.B. King, Asleep at the Wheel, Cyndi Lauper, Carl Perkins, Yoko Ono, Blues Traveler, Jeff Healey, Cher, Chicago, Luba, Robert Burns, George Clinton, Bootsy Collins, Nina Hagen, Robert Plant, Peter Criss, Scandal, Brian Wilson y los músicos de Late Night Warren Zevon, el trompetista de jazz Lew Soloff, el saxofonista de jazz Lou Marini y Earl Scruggs. Con Paul Jabara, quien escribió y produjo la canción It's Raining Men, la cual alcanzó el número 2 en el Reino Unido, trabajó en The Weather Girls en 1984 y en el número 1 para el remake de Geri Halliwell en el 2001. Shaffer y The World's Most Dangerous Band tocaron la canción de Chuck Berry Roll over Beethoven para la película de 1992 Beethoven.

## Otras actividades
Shaffer ha aparecido en varios largometrajes, por ejemplo en pequeños papeles (Artie Fufkin, de Polymer Records) como en la película de Rob Reiner This Is Spinal Tap, Blues Brothers 2000, una escena con Miles Davis en la película de Bill Murray Scrooged, y como pasajero en la película de John Travolta Mira quién habla también.
Además ha prestado su voz para la película de Disney, Hércules, en el personaje de Hermes.
En 1977, dejó por algunos meses SNL, para escolarizar con Greg Evigan A Year at the Top, una sitcom de corta duración en CBS. Shaffer y Evigan hacían los papeles de dos músicos de Idaho que se mudaban a Hollywood, donde eran guiados por un famoso promotor, que en realidad es el hijo del diablo, representado por Gabriel Dell. La serie duró algunos episodios, y se lanzó la banda sonora de la serie.
Debido a la cancelación de la serie, Shaffer volvió a SNL. En el otoño de 1979, Shaffer se convirtió en la primera persona en decir “fuck”, en SNL. Ese año, SNL parodió a Troggs Tapes con un sketch musical medieval, representados por Shaffer, Bill Murray, Harry Shearer y un “invitado especial” por John Belushi (quien dejó el programa la temporada anterior). En medio del sketch usaban repetidamente la palabra “flogging”, y Shaffer inadvertidamente dijo la palabra prohibida, la cual apareció en la versión en vivo del programa, en la transmitida para la costa oeste y para las repeticiones de verano y versiones sindicadas. Shaffer relató la historia en el primer episodio de Late Night.
En 1977, Shaffer tocó con la banda de Mark & Clark, Worn Down Piano.
En 1995, apareció en el video de Blues Traveler, para la canción “Hook”.
Alrededor de 1998, participó en Hollywood Squares.
En 2001, Shaffer animó el programa de juegos de VH1 Cover Wars, junto con la DJ y modelo Sky Nellor. El programa era una competición de bandas de covers. Cada semana, Shaffer terminaba con la frase "Just because you're in a cover band, it doesn't mean you're not a star", (“solo porque estés en una banda de covers, no significa que no seas una estrella”). El programa tuvo 13 episodios e incluyó a celebridades como jueces como Kevin Bacon, Nile Rodgers, Cyndi Lauper y Ace Frehley.
Shaffer sirvió como director musical para “The Concert for New York City” en 2001, y acompañado por el personaje de Adam Sandler en “El Hombre Opera”, y los Backstreet Boys.
En 2002, una calle que rodea el Auditorio de la Comunidad de Thunder Bay, su ciudad natal, fue renombrada Paul Shaffer Drive. Shaffer también ha recibido dos doctorados Honoris Causa, entre ellos uno de la Universidad de Lakehead.
Desde 2002, ha sido el portavoz nacional de Epilepsy Canada. El 29 de septiembre de 2005, Shaffer hizo una importante contribución a la Universidad de Lakehead, dedicar la quinta sala de juntas, a su padre Bernard Shaffer, miembro fundador de la Junta de Gobernadores.
En 2003 acompañó a la banda que se forma para dar un tributo a George Harrison, en un concierto para el músico.

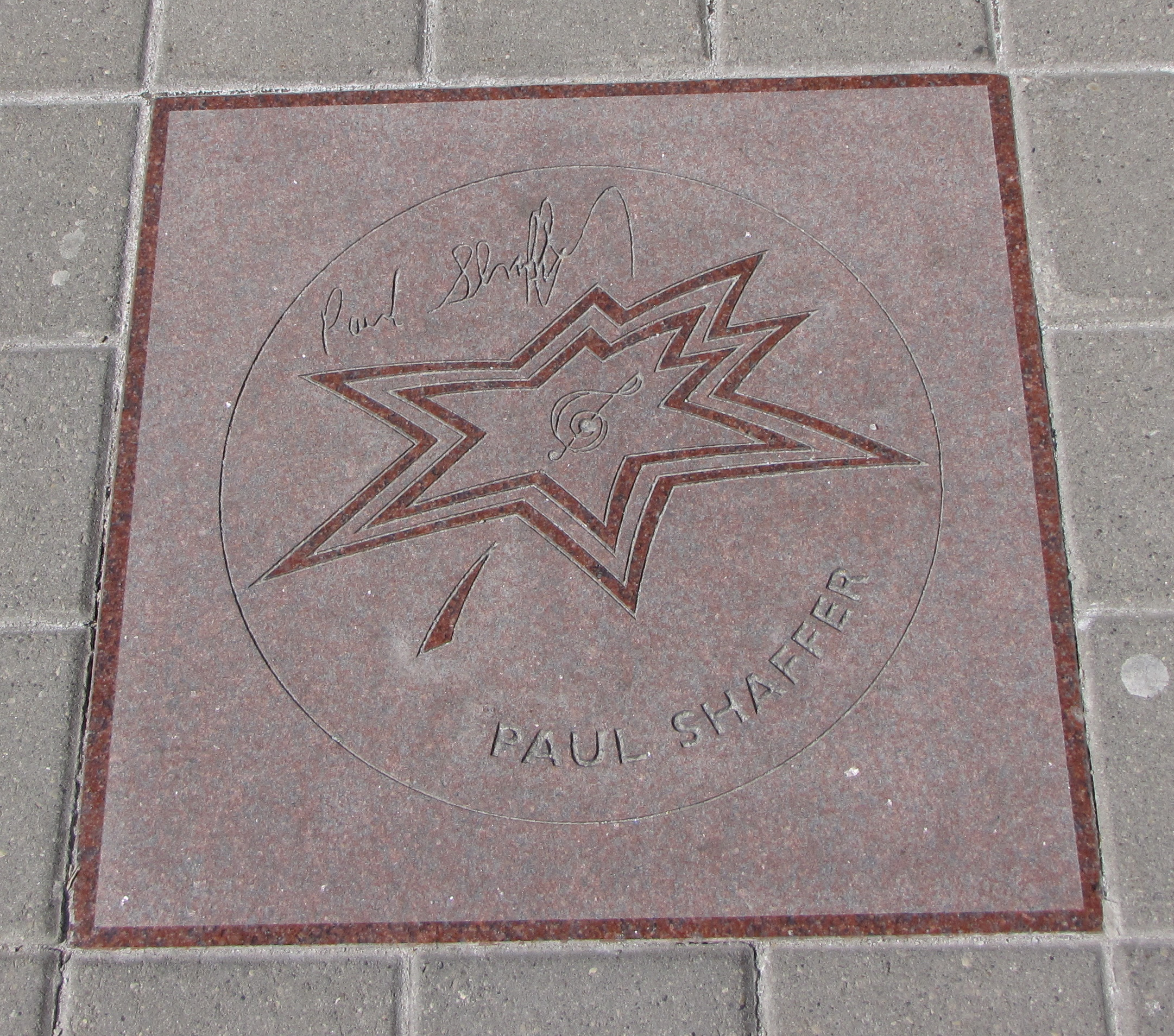
Estrella de Paul Shaffer en el Paseo de la Fama de Canadá.

En junio de 2006, recibió una estrella en el Paseo de la Fama de Canadá.
En 2005, junto con Steve Van Zandt, organizó un beneficio para Mike Smith (exintegrante de The Dave Clark Five), que había sufrido una caída paralizante en su casa en España. Shaffer cita a Mike Smith como una influencia temprana.
Shaffer animó sesiones de radio de 60 segundos llamadas "Paul Shaffer's Day in Rock". Los audios fueron producidos por Envision Radio Networks y las sesiones fueron estrenadas en 2007 en la radio de Nueva York WAXQ-FM.
En 2007, también forma parte de la banda que rindió tributo a Jim Capaldi, junto a Pete Townsend y Yusuf Islam.
En 2008, Shaffer realizó un cameo en Law & Order: Criminal Intent, en su episodio de la séptima temporada "Vanishing Act".
Las memorias de Shaffer, We'll Be Here for the Rest of Our Lives: A Swingin' Show-biz Saga (coescritas por David Ritz) fueron publicadas el 6 de octubre de 2009, el mismo día en que realizó una aparición como invitado en The Late Show.
Shaffer nunca devolvió la llamada en la cual le ofrecían el rol de George Costanza en Seinfeld.
En 2010, Shaffer apareció con Bachman & Turner en el Roseland Ballroom en Nueva York; su aparición fue incluida en un álbum en vivo, grabado en esa fecha.
En 2012, Shaffer apareció en 12-12-12: The Concert for Sandy Relief, donde acompañó a Adam Sandler. El concierto fue en ayuda a los damnificados por el huracán Sandy de octubre de 2012. A finales de 2012, Shaffer apareció en un sketch de Navidad de SNL, el cual se transmitió el 15 de diciembre de 2012. Él apareció tocando el piano para el invitado Martin Short.
En febrero de 2013, apareció en un episodio, "P.S. I Love You", de la sitcom How I Met Your Mother, en el cual fue revelado que el personaje de Robin (Cobie Smulders), solía estar obsesionado con él. Las letras "P.S." en el título del episodio se refieren a Paul Shaffer.

## Vida personal
Shaffer ha estado casado con Cathy Vasapoli desde 1990, y con ella ha tenido dos hijos, Victoria (nacida en 1993) y Will (nacido en 1999).

## Discografía
- 1989: Coast to Coast
- 1993: The World's Most Dangerous Party